# Ruinas de la Iglesia de Santa Lucía de Jeto
La Ruinas de la Iglesia de Santa Lucía de Jeto es un sitio arqueológico en el departamento de Comayagua, Honduras, que muestra los restos de lo que alguna vez fue una iglesia católica del siglo XVI que fue destruida y abandonada tras un terremoto a inicios del siglo XIX. 

## Historia
Las ruinas corresponden a una iglesia construida entre 1558 y 1560, destinada a la evangelización de la población indígena de la región por parte de las órdenes católicas. Esta iglesia fue edificada en un asentamiento llamado Jeto debido a la abundancia del árbol de aceitunos negros el cual es conocido como Jabuticaba. Este poblado estuvo habitado mayoritariamente por comunidades indígenas y se encontraba a solo dos kilómetros de la ciudad de Comayagua. El proyecto formaba parte de los esfuerzos de conversión religiosa y cultural emprendidos de la orden de los mercedarios durante el proceso de colonización de lo que es hoy suelo de Honduras.
En un principio durante las etapas más tempranas la iglesia no poseía paredes y estaba levantada únicamente por pilares de madera y un techo de paja sin embargo al poco tiempo serían levantados los muros y se le haría una torre de campanario. Esta forma la mantendría la iglesia hasta el 14 de octubre de 1774  el cual un terremoto causó severos daños a la estructura sin embargo esta sería reconstruida en 1784 por órdenes del párroco asignado a la iglesia conocido como Padre Manuel Sabastía de Tovas. Se inició levantando paredes y reconstruyendo el techo; sin embargo, en 1809 otro terremoto volvería afectar la iglesia terminando de derrumbarla totalmente sin mucho que rescatar de la misma dejándola en abandono en visto que para inicios del siglo XIX el poblado de Jeto ya no existía pues la población se había mudado a otras comunidades o a la capital de la provincia en ese entonces.

### Redescubrimiento
Las ruinas permanecieron en completo abandono durante más de cien años, hasta que fueron redescubiertas en 1975. Esto ocurrió cuando los habitantes locales, al extraer material del montículo para fabricar ladrillos de adobe, encontraron restos humanos, lo que generó gran interés. A raíz de este hallazgo, el alcalde de Comayagua autorizó excavaciones en el sitio, lo que permitió descubrir las ruinas de la antigua iglesia de Santa Lucía. Posteriormente, se construyó un domo protector sobre el área y se habilitó una bodega para almacenar las herramientas de excavación.  
Sin embargo la iglesia sería víctima del abandono de nuevo ya que una vez más el sitio quedaría a manos de la merced y sería utilizado como basurero y se vería afectado por el saqueo. No sería hasta finales de la década de los 2010 que se hablaría de una intervención para rehabilitar el sitio el cual se daría a partir de 2019 logrando rescatar el sitio y restaurar lo que queda de la estructura de la iglesia, quedando ahora bajo cuidado del instituto de antropología de Honduras.

## Galería

Piso original de la Iglesia
Restos de la torre del Campanario
Vista a la sacristía
Vista a la nave central del templo